# 小网毛柄藓
小网毛柄藓（学名：Calyptrochaeta parviretis）为油藓科毛柄藓属下的一个种。